# Vladimir Donn
Vladimir Donn (né en 1957) est un journaliste et producteur français. Il a notamment dirigé l'émission Culture Pub sur M6, Rive Droite Rive gauche sur Paris Première  et collaboré en tant que chroniqueur  à de nombreuses émissions sur France Inter. En tant que producteur associé au sein de la société Point du jour il a notamment dirigé les collections documentaires Toutes les télés du monde, (dont il a écrit l'adaptation éditée au Seuil en 2007), Tous les habits du monde, Prochain Arrêt sur Arte. Il a par ailleurs produit une quarantaine de films documentaires destinées à l'ensemble des chaînes de télévision française. Depuis 2018, Vladimir Donn est producteur au sein de la société Bo Travail!

## Filmographie en tant qu'auteur-réalisateur
- 70, années utopiques. Avec François Hubert Rodier. M6/CBTV 1992
- Femmes, objets de pub. Avec Joshua Phillips. France 5/ Arte/ CBTV. 2004
- Si j'étais directeur... Avec Olivier Montoro. Arte/ Point du Jour.2005